# سمعان اليمني
سمعان اليمني (بالعبرية: שמעון התֵּימָנִי) أو سمعان البديل من تمنة (بالعبرية: שמעון התִּימְנִי) (اشتهر في الفترة من 80 إلى 120) حاخام من أصل يمني كان نشطا في يهودا